# Хочева (річка)
Хочева — річка в Україні, в межах Іванківського району Київської області, ліва притока Тетерева (басейн Дніпра). Довжина — 15 км.
Починається біля с. Нові Макалевичі, тече переважно на південний схід через села Доманівка та Степанівка і у с. Хочева впадає у Тетерів.